# Paulão (ur. 1967)
Paulão, właśc. Paulo César Batista Dos Santos (ur. 25 marca 1967 w Itambacuri) – piłkarz brazylijski, występujący na pozycji środkowego obrońcy.

## Kariera klubowa
Karierę piłkarską Paulão zaczął w klubie Cruzeiro EC w 1988 roku i pozostał mu wierny do 1992. W latach 1993–1994 grał w Gremio Porto Alegre, z którym zdobył mistrzostwo Stanu Rio Grande do Sul – Campeonato Gaúcho w 1993 roku. W sezonie 1994–1995 zaliczył epizod w portugalskiej Benfice, skąd szybko wrócił do Brazylii do Vasco da Gama. W 1996 roku grał w Atlético Mineiro i Atlético Paranaense, a rok 1997 spędził w chilijskim CSD Colo-Colo, z którym zdobył mistrzostwo Chile. Ostatnie lata kariery spędził w Ponte Preta, gdzie zakończył karierę w 2001 roku.

## Kariera reprezentacyjna
W reprezentacji Brazylii Paulão zadebiutował 12 września 1990 w przegranym 0-3 meczu z reprezentacją Hiszpanii, rozegranym w Gijón. Ostatni mecz w reprezentacji rozegrał 16 października 1992 w meczu przeciwko reprezentacją Niemiec. Kilka miesięcy później był w kadrze canarinhos na Copa América 1993.